# 建宁路
建宁路，元朝时设置的路。
元世祖改建宁府为路，治所在建安县（今福建省建瓯市），属福建等处行中书省，后属江浙等处行中书省。辖境相当今福建省建瓯市北的建溪流域和寿宁县、周宁县等地区。元至正十八年（1358年），福建行省右丞朵歹分省建宁，置建宁分省。明洪武元年（1368年），改为建宁府。